# روني ستيفنسون
روني ستيفنسون (بالإنجليزية: Ronnie Stephenson)‏ هو عازف جاز بريطاني، ولد في 26 يناير 1937 في سندرلاند في المملكة المتحدة، وتوفي في 8 أغسطس 2002 في دندي في المملكة المتحدة.

## وصلات خارجية
- روني ستيفنسون على موقع ميوزك برينز (الإنجليزية)
- روني ستيفنسون على موقع أول ميوزيك (الإنجليزية)
- روني ستيفنسون على موقع ديسكوغز (الإنجليزية)